# Ferdinand Radi
Ferdinand Radi (ur. 20 sierpnia 1942 w Durrësie, zm. 11 września 2004 w Tiranie) – albański aktor i reżyser.

## Życiorys
Pochodził z Durrësu, ale w 1945 jego rodzina przeniosła się do Tirany. W latach 1958–1962 występował w drużynie piłkarskiej Dinama Tirana. Pod wpływem Kujtima Spahivogliego, który dostrzegł u Radiego talent komediowy, debiutował na scenie w jednym z teatrów amatorskich, działających w stolicy. W 1968 uczył się sztuki aktorskiej w szkole działającej przy Teatrze Ludowym, a następnie kształcił się w zakresie reżyserii. Studia ukończył w roku 1972. Wkrótce potem zaczął występować na scenie narodowej, ale został usunięty z zespołu w 1973 na fali czystek skierowanych przeciwko tendencjom liberalnym w sztuce. Wrócił wtedy ponownie do teatru amatorskiego. Po przemianach demokratycznych w Albanii, w 1991 mógł powrócić do zespołu Teatru Narodowego, grając w sztuce Wizyta starszej pani Friedricha Dürrenmatta. Na potrzeby teatru napisał dwa dramaty: 8 osób + oraz Inspektor.
Na dużym ekranie zadebiutował w 1971 rolą drukarza w filmie Kur zbardhi nje dite. Zagrał potem w 14 filmach fabularnych.

## Role filmowe
- 1971: Kur zbardhi një ditë jako drukarz
- 1974: Shtigje lufte jako żołnierz włoski
- 1975: Rrugicat, qe kerkonin djelli jako Kola
- 1976: Ilegalët jako kapral Boti
- 1977: Shëmbja e idhujve jako starzec
- 1978: I treti jako Zaho
- 1980: Skëterrë '43 jako kapitan Sodu
- 1980: Deshmoret e monumenteve jako żołnierz austriacki
- 1984: Fushë e blertë, fushë e kuqe
- 1985: Asgjë nuk harrohet jako kierowca
- 1986: Kur ndahesh nga shokët jako Golja
- 1987: Përseri pranverë jako spekulant
- 1989: Historiani dhe kameleonet jako kapitan Mevlan
- 1989: Kush është vrasësi? jako agent
- 1990: Balada e Kurbinit jako urzędnik
- 1991: Vdekja e kalit jako Arixhiu
- 1994: Pak freskët sonte jako Arab
- 1998: Nata jako Mishar